# Asmir Begović
Asmir Begović (sinh ngày 20 tháng 6 năm 1987) là cầu thủ bóng đá người Bosnia thi đấu ở vị trí thủ môn cho câu lạc bộ EFL Championship Queens Park Rangers.
Khi mới 4 tuổi, Begović và gia đình đã di tản từ vùng chiến sự tại thành phố Trebinje đến Kirchhausen, Đức. Begović bắt đầu thi đấu tại một câu lạc bộ bóng đá ở địa phương trước khi gia đinh anh lại chuyển đến Edmonton, Canada. Anh có thời gian thi đấu cho Southwest Sting từ đó giúp anh được triệu tập vào đội tuyển U-17 Canada. Mùa hè năm 2003, anh gia nhập đội trẻ của Portsmouth và sau đó lần lượt được cho mượn tại La Louvière, Macclesfield Town, Bournemouth, Yeovil Town và Ipswich Town. Tháng 5 năm 2009, anh có trận đấu đầu tiên tại Giải Ngoại hạng Anh cho Portsmouth. Tháng 1 năm 2010, Portsmouth bán Begović cho Stoke City với phí chuyển nhượng 3,25 triệu £. Anh được chọn là cầu thủ xuất sắc nhất mùa giải 2012-13 của Stoke City. Begović hiện đang nắm giữ kỷ lục là cầu thủ có pha làm bàn có khoảng cách xa nhất và thủ môn làm bàn nhanh nhất trong lịch sử bóng đá (92 mét) trong trận đấu với Southampton vào ngày 2 tháng 11 năm 2013. Anh chuyển đến Chelsea vào tháng 7 năm 2015 và có tại đây một danh hiệu vô địch Premier League vào năm 2017 trước khi đến Bournemouth.
Begović từng là cầu thủ các đội tuyển trẻ của Canada và từng tham dự Giải vô địch bóng đá U-20 thế giới năm 2007 cùng U-20 Canada. Năm 2009, anh chính thức chọn thi đấu cho đội tuyển Bosna và Hercegovina và là thành viên đội tuyển nước này tham dự World Cup 2014, giải đấu lớn đầu tiên mà đội tuyển Bosna và Hercegovina giành quyền tham dự.

## Sự nghiệp câu lạc bộ

### Giai đoạn đầu
Begović được sinh ra tại Trebinje, Nam Tư (hiện nay thuộc Bosna và Hercegovina) trong một gia đình người Bosnia. Cha của anh, Amir, cũng là một thủ môn. Gia đình Begović di tản sang Đức do chiến tranh khi Asmir mới 4 tuổi, tại đây anh chơi cho đội trẻ của đội bóng địa phương FC Kirchhausen ở Heilbronn. Khi anh lên 10 tuổi, gia đình anh tiếp tục chuyển đến Edmonton tại Canada.
Begović theo học tại trường trung học St. Francis Xavier và có thi đấu cho trường. Anh có thời gian ra sân cho câu lạc bộ Southwest Sting tại giải Minor League, giúp anh được triệu tập vào đội tuyển U-17 Canada. Năm 2003, anh đến thử việc tại Portsmouth và Tottenham Hotspur bằng chi phí do người đại diện của anh bỏ ra. Sau hai ngày thử việc tại Portsmouth, Begović gây được ấn tượng và được đề nghị ký hợp đồng.

### Portsmouth
Begović ký hợp đồng với Portsmouth vào mùa hè năm 2003 nhưng do không có hộ chiếu của EU, anh không thể tham gia các trận đấu có bán vé. Anh có một thời gian được cho mượn tại đội bóng La Louviere của Bỉ vào năm 2005 và có hai lần được ra sân tại giải đấu cao nhất nước Bỉ. Begović có được hộ chiếu Anh vào mùa hè năm 2006, giúp anh có thể tham gia ký hợp đồng cho mượn với Macclesfield Town trong mùa bóng 2006–07. Anh có trận đấu đầu tiên tại Football League trong trận hòa 1-1 với Stockport County vào ngày 25 tháng 11, thay cho thủ môn Jonny Brain bị chấn thương ở phút 80. Nhưng do chấn thương đầu gối chỉ sau ba trận, hợp đồng cho mượn của anh buộc phải bị cắt ngắn. Vào tháng 8 năm 2007, Begović được đem cho Bournemouth tại Football League One mượn đến tháng 1 năm 2008 nhưng đã được gọi lại trước thời hạn vào ngày 11 tháng 10 năm 2007. Ngày 8 tháng 12 năm 2007, Begović có tên trong 16 cầu thủ của Portsmouth được đăng ký tham gia trận đấu tại Premier League với Aston Villa.
Vào tháng 3 năm 2008, anh được đem cho mượn tại Yeovil Town trong một tháng. Ngày 29 tháng 3, Begović bắt chính cho Yeovil và giữ sạch lưới trong trận đầu với Bristol Rovers. Sau hai trận đấu, anh lại được gọi về đội bóng chủ quản dù Yeovil đã nỗ lực giữ anh lại. Sau đó, anh cũng lại được cho Yeovil mượn lần nữa vào tháng 8 năm 2008. Sau ba tháng, anh có 14 trận thi đấu cho Yeovil và giữ sạch lưới ba trận.
Begović có trận đấu đầu tiên cho Portsmouth vào ngày 18 tháng 5 năm 2009 trong chiến thắng 3-1 trước Sunderland. Ipswich Town mượn anh vào tháng 10 năm 2009 cho đến tháng 1 năm sau. Sau sáu trận chơi cho Ipswich Town, anh được Portsmouth gọi về thay thế cho David James bị chấn thương. Trong mùa giải 2009-10, anh có 15 lần ra sân cho Pompey.

### Stoke City
Ngày 1 tháng 2 năm 2010, Begović ký hợp đồng có thời hạn bốn năm rưỡi với Stoke City, phí chuyển nhượng là 3,25 triệu £. Begović cũng đã có nói chuyện với Tottenham Hotspur trước khi đến Stoke và từ chối đội bóng có biệt danh "Potters" vì "lý do thể thao". Sau đó anh đã bật mí việc mình rời Portsmouth là do tình trạng khủng hoảng tài chính của câu lạc bộ này trong mùa giải 2009–10. Portsmouth đã nhận tiền của Tottenham trong thương vụ của Begović nên khi thủ môn này từ chối đến Tottenham, Portsmouth đã bị ban tổ chức Premier League yêu cầu hoàn trả 1 triệu £.
Begović có trận đấu đầu tiên cho Stoke trong trận đấu với Chelsea vào ngày 25 tháng 4 năm 2010, thay thế cho thủ môn Thomas Sørensen bị chấn thương ở phút thứ 35. Anh có trận giữ sạch lưới đầu tiên cho Stoke trong trận hòa 0-0 với Everton một tuần sau đó. Đầu mùa giải 2010–11, Begović được huấn luyện viên Tony Pulis trao cho chiếc áo số 1. Tuy nhiên sau đó anh bị huấn luyện viên Pulis cáo buộc có hành động thiếu tôn trọng mình khi từ chối thi đấu trong trận đấu tại League Cup với Shrewsbury Town nhưng Begović hoàn toàn bác bỏ cáo buộc này.
Anh có trận đầu tiên trong mùa giải vào ngày 30 tháng 10 khi một lần nữa thủ môn chính Sørensen bị chấn thương. Cũng từ đó, Begović lấy luôn vị trí chính thức của Sørensen và làm hòa với huấn luyện viên Tony Pulis. Ngày 6 tháng 3 năm 2011, anh mắc sai lầm đáng trách dẫn đến bàn thắng của Demba Ba trong trận đấu với West Ham nhưng huấn luyện viên Pulis vẫn bênh vực anh. Begović không có mặt trong trận chung kết Cúp FA với Manchester City vào cuối mùa do Sørensen được ưu tiên bắt chính trong các trận đấu cúp.
Begović khởi đầu mùa giải 2011-12 khá ấn tượng với 5/6 trận giữ sạch lưới và được huấn luyện viên Tony Pulis khen ngợi sau trận đấu với Liverpool vào ngày 11 tháng 9. Tuy nhiên Begović lại để lọt lưới 18 bàn trong bảy trận sau đó, trong đó có phong độ tệ hại trong trận thua 5–0 trước Bolton Wanderers, buộc anh phải gửi lời xin lỗi đến các cổ động viên. Sau trận đấu với Bolton, anh bị mất vị trí chính thức về tay Sørensen. Tháng 12 năm 2011, Begović ký hợp đồng mới có thời hạn bốn năm rưỡi với Stoke, theo đó anh sẽ gắn bó với đội bóng này đến 2016. Phải đến tháng 3 năm 2012, anh mới có lại vị trí số một.
Trong mùa giải 2012-13, Begović tiếp tục có được phong độ tốt đầu mùa khi chỉ để thủng lưới 12 bàn trong 15 trận. Mặc dù Stoke có phong độ tồi tệ ở giai đoạn còn lại của mùa giải, Begović vẫn duy trì phong độ tốt và giành được danh hiệu Cầu thủ xuất sắc nhất năm của câu lạc bộ.
Khi huấn luyện viên Mark Hughes lên nắm quyền vào mùa giải 2013–14, Begović vẫn giữ được vị trí thủ môn chính thức và được chọn là cầu thủ xuất sắc nhất trận mở màn mùa giải với Liverpool. Ngày 2 tháng 11 năm 2013, Begović ghi bàn ở giây thứ 13 trận đấu với Southampton sau khi cú phát bóng lên của anh vượt quá tầm với của thủ môn Artur Boruc đi vào lưới. Hội đồng xét duyệt của Guinness đã chính thức xác lập kỷ lục bàn thắng này của anh là pha làm bàn có khoảng cách xa nhất trong lịch sử bóng đá (91,9 mét). Tuy nhiên Begović thừa nhận anh không vui sau bàn thắng này và chia sẻ sự đồng cảm với thủ môn Artur Boruc bằng cách không ăn mừng bàn thắng khi bóng đã bay vào lưới.
Begović bỏ lỡ trận đấu đầu tiên tại Premier League trong gần hai năm trong trận đấu với Newcastle United vào ngày 26 tháng 12 năm 2013 do gãy ngón tay khi đang tập luyện và phải nghỉ thi đấu năm tuần. Anh trở lại trong trận đấu với Chelsea vào ngày 26 tháng 1 năm 2014. Begović thi đấu cho Stoke 33 trận trong mùa giải 2013–14 và Stoke cán đích ở vị trí thứ 9 tại Giải Ngoại hạng.
Begović có trận thứ 50 giữ sạch lưới cho Stoke vào ngày 4 tháng 3 năm 2015 trong chiến thắng 2–0 trước Everton. Anh bị huấn luyện viên Mark Hughes tước mất vị trí thủ môn chính thức trong ba trận đấu vào tháng 5 do sai sót mắc phải trong trận đấu với Sunderland. Begović có tổng cộng 36 trận cho Stoke trong mùa bóng 2014-15.

### Chelsea
Ngày 13 tháng 7 năm 2015, Chelsea đã chính thức chiêu mộ thành công Begović với phí chuyển nhượng 8 triệu £ cùng bản hợp đồng có thời hạn 4 năm. Tại Chelsea, anh sẽ khoác áo số 1 của thủ môn người Cộng hòa Séc Petr Čech để lại. Begović có trận đấu đầu tiên cho Chelsea trong trận giao hữu trước mùa giải với New York Red Bulls, tuy nhiên đây là màn ra mắt không như ý khi anh đã để thủng lưới 4 bàn chỉ trong hiệp 2 của trận đấu, và Chelsea thua chung cuộc 2–4. Huấn luyện viên José Mourinho đã lên tiếng bảo vệ Begović rằng anh đang trong tình trạng mệt mỏi nên phong độ không tốt.
Ngày 8 tháng 8 năm 2015, anh bất ngờ có trận đấu ra mắt Chelsea tại một giải đấu chính thức khi thủ thành Thibaut Courtois bị truất quyền thi đấu trong trận đấu mở màn Ngoại hạng Anh 2015-16 của Chelsea với Swansea City. Ngay khi vào sân anh đã phải vào lưới nhặt bóng sau quả phạt đền của Bafétimbi Gomis nhưng đã thi đấu tốt trong phần còn lại của trận đấu. Một tuần sau đó, do Courtois tiếp tục bị cấm thi đấu, Begovic có cơ hội được bắt chính lần đầu tiên cho Chelsea trong trận đấu sân khách với Manchester City. Dù đã thi đấu xuất sắc với nhiều pha cứu thua và được đích thân huấn luyện viên đối thủ Manuel Pellegrini khen ngợi nhưng Begovic đã phải vào lưới nhặt bóng đến ba lần do hàng phòng thủ Chelsea thi đấu quá lỏng lẻo.  Ngày 29 tháng 11 năm 2015, anh có nhiều pha cứu thua xuất sắc giúp Chelsea tránh được trận thua trước Tottenham Hotspur tại vòng 14 Ngoại hạng Anh.  Anh giành được sạch lưới đầu tiên trong mùa giải cho Chelsea tại UEFA Champions League gặp Maccabi Tel Aviv, kết thúc với chiến thắng 4-0 trước Chelsea. Anh giữ một chuỗi ba trận sạch lưới trước khi Courtois trở lại đội vào ngày 5 tháng 12. Trong mùa giải 2015-16, anh có 17 lần ra sân tại Giải Ngoại hạng Anh và có 4 lần giữ sạch lưới.
Ngày 16 tháng 4 năm 2017, anh có lần bắt chính đầu tiên tại Giải bóng đá Ngoại hạng Anh 2016-17 sau khi Courtois bị chấn thương trong buổi tập trước trận đấu vòng 33 với Manchester United. Chelsea đã thua 2-0 trong trận này. Kết thúc mùa giải 2016-17, Chelsea giành chức vô địch Giải Ngoại hạng Anh và Begović dù chỉ có tất cả hai lần ra sân tại Ngoại hạng Anh mùa 2016-17 nhưng vẫn được nhận huy chương vô địch vì là thủ môn dự phòng số hai (tiêu chuẩn cho các cầu thủ khác là năm lần). Trong hai mùa giải đóng vai trò thủ môn dự bị cho Thibaut Courtois tại Chelsea, Begović có tổng cộng 33 lần được ra sân.

### Bournemouth
Ngày 30 tháng 5 năm 2017, Begović ký hợp đồng với Bournemouth, đội bóng anh từng thi đấu dưới dạng cho mượn đúng 10 năm trước, với mức phí chuyển nhượng không được tiết lộ. Anh ra mắt Bournemouth vào ngày khai mạc mùa giải, trong trận thua 0-1 trước West Bromwich Albion. Begović giữ sạch lưới lần đầu tiên trong mùa giải vào ngày 30 tháng 9 trong trận hòa 0-0 trước Leicester City. Anh có một màn trình diễn ấn tượng khác, lần này với câu lạc bộ cũ của Chelsea, trong trận đấu mà Bournemouth thắng 3–0.
Begović có tổng cộng 24 lần ra sân với 5 trận giữ sạch lưới tại Premier League 2018-19.

#### Cho mượn tại Qarabağ và AC Milan
Đến đầu mùa giải 2019-20, anh chỉ còn là lựa chọn thứ tư cho vị trí thủ môn tại Bournemouth. Ngày 2 tháng 9 năm 2019, Begović được đem cho mượn tại đội bóng của Azerbaijan là Qarabağ đến tháng 1 năm 2020.
Tháng 1 năm 2020, Begović tiếp tục được Bournemouth đem cho mượn tại đội bóng Ý AC Milan cho đến hết mùa giải 2019-20. Anh có trận ra mắt tại Serie A vào ngày 22 tháng 2 khi vào sân thay cho Gianluigi Donnarumma phút thứ 52 trận đấu với ACF Fiorentina và để thủng lưới 1 bàn từ chấm phạt đền.

## Sự nghiệp đội tuyển quốc gia

### Canada
Begović là thủ môn chính thức của đội U-20 Canada tại vòng chung kết U-20 thế giới 2007. Trong trận đấu cuối của vòng bảng với U-20 Congo, Begović có pha chơi bóng bằng tay ngoài vòng cấm địa và bị thẻ đỏ truất quyền thi đấu, và tiền vệ Jonathan Beaulieu-Bourgault phải vào vị trí thủ môn do U-20 Canada đã sử dụng cả ba quyền thay người.
Ngày 14 tháng 8 năm 2007, Begović được triệu tập vào đội tuyển Canada cho trận giao hữu với Iceland nhưng đã không được ra sân. Tháng 11 năm 2008, anh lại được triệu tập cho trận đấu tại vòng loại World Cup 2010 với Jamaica nhưng vẫn chưa có cơ hội ra sân.
Ngày 3 tháng 6 năm 2009, FIFA bỏ giới hạn tuổi cho phép một cầu thủ có nhiều hơn một quốc tịch có quyền đổi đội tuyển quốc gia mà mình thi đấu (trước đó là 21 tuổi). Do đó, Begović có khả năng thi đấu cho đội tuyển Bosna và Hercegovina. Vào tháng 7 năm 2009, Begović thể hiện ý muốn của mình tiếp tục gắn bó với đội tuyển quốc gia Canada và không có ý định thi đấu cho Bosnia dù được đội tuyển nước này tiếp cận.

### Bosna và Hercegovina

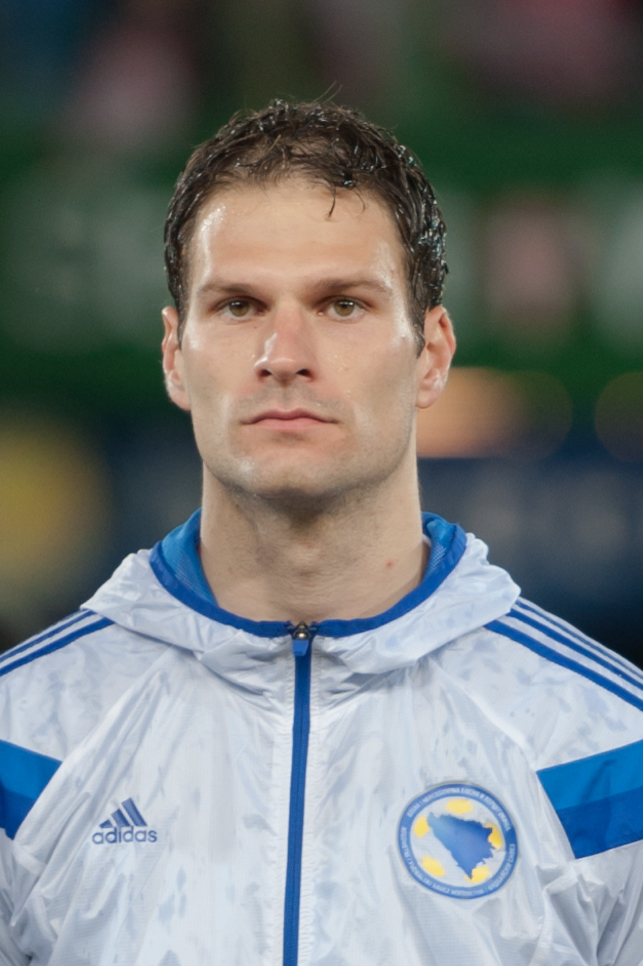
Begović trong màu áo đội tuyển Bosna và Hercegovina năm 2015

Tuy nhiên hai tháng sau đó Begović thay đổi ý định và được triệu tập vào đội tuyển Bosna và Hercegovina cho hai trận đấu vòng loại World Cup 2010 với Armenia và Thổ Nhĩ Kỳ. Ngày 10 tháng 10 năm 2009, anh có trận đấu ra mắt khi vào sân thay cho Kenan Hasagić ở phút 92 chiến thắng 2-0 trước Estonia.
Anh có trận đấu đầu tiên được bắt chính cho đội tuyển trong thất bại 4-2 trước Thụy Điển vào tháng 5 năm 2010. Anh gặp rắc rối với liên đoàn bóng đá Bosna và Hercegovina vào tháng 2 năm 2011 do không tham dự hai trận đấu giao hữu với Slovakia và Mexico.
Từ tháng 8 năm 2012, Begović là thủ môn số một của đội tuyển Bosna và Hercegovina. Ngày 27 tháng 5 năm 2013, Begović được các nhà báo bầu chọn là Cầu thủ bóng đá Bosnia xuất sắc nhất mùa bóng 2012-13. Ngày 16 tháng 10 năm 2013, Bosnia đánh bại Lithuania 1–0 để chính thức giành quyền tham dự World Cup 2014, giải đấu lớn đầu tiên mà đội tuyển nước này tham dự.
Tháng 6 năm 2014, Begović có tên trong danh sách 23 cầu thủ đội tuyển Bosna và Hercegovina tham dự World Cup 2014. Chỉ sau ba phút trận đấu đầu tiên của mình tại đấu trường World Cup với Argentina, Begović đã phải vào lưới nhặt bóng sau pha phản lưới nhà của người đồng đội Sead Kolašinac. Chung cuộc Bosnia để thua 1-2. Tại giải đấu này, anh để lọt lưới bốn bàn sau ba trận vòng bảng và tuyển Bosnia bị loại với vị trí thứ ba trong bảng.

## Thống kê thành tích

### Câu lạc bộ
Tính đến ngày 2 tháng 10 năm 2020.
| Câu lạc bộ               | Mùa giải            | Giải đấu                  | Giải đấu | Giải đấu | FA Cup | FA Cup | League Cup | League Cup | Khác | Khác | Tổng cộng | Tổng cộng |
| Câu lạc bộ               | Mùa giải            | Hạng                      | Trận     | Bàn      | Trận   | Bàn    | Trận       | Bàn        | Trận | Bàn  | Trận      | Bàn       |
| ------------------------ | ------------------- | ------------------------- | -------- | -------- | ------ | ------ | ---------- | ---------- | ---- | ---- | --------- | --------- |
| Portsmouth               | 2005–06             | Premier League            | 0        | 0        | 0      | 0      | 0          | 0          | —    | —    | 0         | 0         |
| Portsmouth               | 2006–07             | Premier League            | 0        | 0        | —      | —      | 0          | 0          | —    | —    | 0         | 0         |
| Portsmouth               | 2007–08             | Premier League            | 0        | 0        | 0      | 0      | 0          | 0          | —    | —    | 0         | 0         |
| Portsmouth               | 2008–09             | Premier League            | 2        | 0        | 0      | 0      | —          | —          | —    | —    | 2         | 0         |
| Portsmouth               | 2009–10             | Premier League            | 9        | 0        | 3      | 0      | 3          | 0          | —    | —    | 15        | 0         |
| Portsmouth               | Tổng cộng           | Tổng cộng                 | 11       | 0        | 3      | 0      | 3          | 0          | —    | —    | 17        | 0         |
| La Louvière (mượn)       | 2005–06             | Belgian First Division    | 2        | 0        | —      | —      | —          | —          | —    | —    | 2         | 0         |
| Macclesfield Town (mượn) | 2006–07             | League Two                | 3        | 0        | 1      | 0      | —          | —          | —    | —    | 4         | 0         |
| Bournemouth (mượn)       | 2007–08             | League One                | 8        | 0        | —      | —      | —          | —          | 1    | 0    | 9         | 0         |
| Yeovil Town (mượn)       | 2007–08             | League One                | 2        | 0        | —      | —      | —          | —          | —    | —    | 2         | 0         |
| Yeovil Town (mượn)       | 2008–09             | League One                | 14       | 0        | —      | —      | —          | —          | 0    | 0    | 14        | 0         |
| Yeovil Town (mượn)       | Tổng cộng           | Tổng cộng                 | 16       | 0        | —      | —      | —          | —          | 0    | 0    | 16        | 0         |
| Ipswich Town (mượn)      | 2009–10             | Championship              | 6        | 0        | —      | —      | —          | —          | —    | —    | 6         | 0         |
| Stoke City               | 2009–10             | Premier League            | 4        | 0        | —      | —      | —          | —          | —    | —    | 4         | 0         |
| Stoke City               | 2010–11             | Premier League            | 28       | 0        | 0      | 0      | 2          | 0          | —    | —    | 30        | 0         |
| Stoke City               | 2011–12             | Premier League            | 23       | 0        | 3      | 0      | 0          | 0          | 5    | 0    | 31        | 0         |
| Stoke City               | 2012–13             | Premier League            | 38       | 0        | 0      | 0      | 0          | 0          | —    | —    | 38        | 0         |
| Stoke City               | 2013–14             | Premier League            | 32       | 1        | 1      | 0      | 0          | 0          | —    | —    | 33        | 1         |
| Stoke City               | 2014–15             | Premier League            | 35       | 0        | 0      | 0      | 1          | 0          | —    | —    | 36        | 0         |
| Stoke City               | Tổng cộng           | Tổng cộng                 | 160      | 1        | 4      | 0      | 3          | 0          | 5    | 0    | 172       | 1         |
| Chelsea                  | 2015–16             | Premier League            | 17       | 0        | 1      | 0      | 2          | 0          | 5    | 0    | 25        | 0         |
| Chelsea                  | 2016–17             | Premier League            | 2        | 0        | 3      | 0      | 3          | 0          | —    | —    | 8         | 0         |
| Chelsea                  | Tổng cộng           | Tổng cộng                 | 19       | 0        | 4      | 0      | 5          | 0          | 5    | 0    | 33        | 0         |
| Bournemouth              | 2017–18             | Premier League            | 38       | 0        | 0      | 0      | 0          | 0          | —    | —    | 38        | 0         |
| Bournemouth              | 2018–19             | Premier League            | 24       | 0        | 0      | 0      | 0          | 0          | —    | —    | 24        | 0         |
| Bournemouth              | 2019–20             | Premier League            | 0        | 0        | 0      | 0      | 0          | 0          | —    | —    | 0         | 0         |
| Bournemouth              | 2020–21             | Championship              | 3        | 0        | 0      | 0      | 1          | 0          | —    | —    | 4         | 0         |
| Bournemouth              | Tổng cộng           | Tổng cộng                 | 62       | 0        | 0      | 0      | 0          | 0          | —    | —    | 62        | 0         |
| Qarabağ (mượn)           | 2019–20             | Azerbaijan Premier League | 10       | 0        | 2      | 0      | —          | —          | 5    | 0    | 17        | 0         |
| Milan (mượn)             | 2019–20             | Serie A                   | 2        | 0        | 0      | 0      | —          | —          | —    | —    | 2         | 0         |
| Tổng cộng sự nghiệp      | Tổng cộng sự nghiệp | Tổng cộng sự nghiệp       | 302      | 1        | 14     | 0      | 12         | 0          | 16   | 0    | 343       | 1         |

### Đội tuyển quốc gia
Tính đến ngày 7 tháng 9 năm 2020.
| Đội tuyển quốc gia   | Năm       | Trận | Bàn |
| -------------------- | --------- | ---- | --- |
| Bosna và Hercegovina |           |      |     |
| 2009                 | 1         | 0    |     |
| 2010                 | 3         | 0    |     |
| 2011                 | 5         | 0    |     |
| 2012                 | 9         | 0    |     |
| 2013                 | 9         | 0    |     |
| 2014                 | 11        | 0    |     |
| 2015                 | 9         | 0    |     |
| 2016                 | 7         | 0    |     |
| 2017                 | 8         | 0    |     |
| 2020                 | 1         | 0    |     |
| Tổng cộng            | Tổng cộng | 63   | 0   |

## Danh hiệu

### Câu lạc bộ

#### Chelsea
- Premier League: 2016–17

#### Qarabağ
- Azerbaijan Premier League: 2019–20

### Cá nhân
- Cầu thủ U-20 Canada xuất sắc nhất năm: 2007
- Cầu thủ xuất sắc nhất năm của Stoke City: 2013
- Cầu thủ Bosnia xuất sắc nhất năm: 2013

## Cuộc sống đời tư
Ngày 18 tháng 6 năm 2011, Begović kết hôn với một người phụ nữ Mỹ, Nicolle, và có một con gái là Taylor. Ngoài tiếng Bosnia, Begović có thể nói thành thạo ba ngôn ngữ khác: tiếng Đức, tiếng Anh và tiếng Pháp.